# جفری کولز
جفری کولز (انگلیسی: Geoffrey Coles; ۱۳ مارس ۱۸۷۱ – ۲۷ ژانویهٔ ۱۹۱۶) ورزشکار اهل پادشاهی متحد بریتانیای کبیر و ایرلند بود.
وی در مسابقات کشوری و بین‌المللی در مجموع برندهٔ ۱ مدال برنز شده‌است.